# Fünf Klumpen Gold
Fünf Klumpen Gold (Originaltitel: Tutti fratelli nel West… per parte di padre) ist ein komödiantischer Italowestern aus dem Jahr 1972. Seine deutschsprachige Erstaufführung erfuhr der Film in gekürzter Form am 7. April 1984 im DFF.

## Handlung
Der junge Abenteurer Gypo erhält von einem alten Goldgräber einen Goldbrocken, auf dem ein Teil einer Landkarte verzeichnet ist, die zu einer Mine führen soll. Er macht sich auf die Suche nach den anderen vier Teilen, durch die die Karte erst komplett wird und die der Alte unter seinen ehemaligen Teilhabern verteilt hat. Diese Teile befinden sich nun im Besitz unterschiedlichster Leute, die ihn zusammen mit der Prostituierten Lulu Belle zahlreiche Abenteuer erleben lassen; alle versuchen alle anderen auszutricksen und ums Leben zu bringen. Gypo und Lulu erreichen zwar ihr Ziel, stellen aber fest, dass die Mine wertlos ist.

## Kritik
Der „nicht sehr lustige Film“ nutze ein „zu häufig gebrauchtes Terrain, um Schelmenstücke in parodistischer Absicht zu präsentieren“, so Segnalazioni Cinematografiche. Christian Keßler fasst zusammen: „Der Film ist so la-la und hangelt sich mit Ach und Krach seinem vorhersehbaren Ende entgegen“.